# Minibidion basilare
Minibidion basilare är en skalbaggsart som först beskrevs av Martins 1962.  Minibidion basilare ingår i släktet Minibidion och familjen långhorningar. Inga underarter finns listade i Catalogue of Life.